# يوسف هرمز
يوسف هرمز جَمّو (1892 - 1965) صحفي وكاتب عراقي.

## حياته وعمله
ولد يوسف في عام 1892 في بلدة تلكيف، وعمل في الزراعة والحياكة. وقدم إلى بغداد سنة 1911 ثم رحل إلى البصرة ودرس في المدرسة الأميركية عام 1915. وفي عام 1917 عيّن معلماً في نفس المدرسة فمارس التعليم 16 عاماً.

أصدر جريدة صوت الشعب في البصرة عام 1935 ثم نقلها إلى بغداد وواظب على إصدارها أعواما طويلة.

## وفاته
توفى يوسف هرمز سنة 1965 في بغداد بحادث سيارة.

## من مؤلفاته
- الضعفاء: قصة، 1927.
- آثار نينوی أو تاريخ تلكيف: 1937.[5]
- ستة أشهر في أميركا: 1948.
- انتقادات بهلول
- دليل الوطن للأقطار العربية 1955

وقد ترجم عن شكسبير الضلالة والكيل بالكيل.